# سفارت ارمنستان در پاریس
سفارت ارمنستان در پاریس ( فرانسوی: Ambassade d'Arménie en France‎)، نمایندگی دیپلماتیک جمهوری ارمنستان در پاریس پایتخت جمهوری فرانسه می‌باشد که در شماره ۹ خیابان fr:Rue Viète، در منطقه ۱۷، پاریس واقع شده‌است. روابط دیپلماتیک بین دو کشور (en) در ۲۴ فوریه ۱۹۹۲ برقرار شده‌است. هم‌اکنون هاسمیک تولماجیان مقام سفیر جمهوری ارمنستان در پاریس را عهده‌دار است.

## اطلاعات
- آدرس: 9 rue Viète Paris 75017
- تلفن:
- فرانسه و موناکو

## فهرست سفیران
- ویگن چیتچیان (۲۰۱۱–۲۰۱۸)
- ادوارد نالباندیان ((۲۰۰۴–۲۰۰۸)